# Nils Tufvesson
Nils Tufvesson, född 1 augusti 1829 i Svedala i Malmöhus län, död 19 mars 1878 i Västerås, var en svensk ritlärare, målare och tecknare.
Han var son till riksdagsmannen Tufve Månsson och hans fru var Elna Andersdotter. Tufvesson utbildade sig vid Ultuna lantbruksinstitut och ägnade sig därefter åt jordbruk innan han 1866 anställdes som ritlärare i Västerås. Vid sidan av sina arbeten var han verksam som målare och tecknare men de sista åren av sitt liv var han nästan blind och kunde inte utöva sitt konstnärskap fullt ut eller sin lärartjänst. Han medverkade i samlingsutställningar med Norrlands och Dalarnas konstförening i Gävle. Hans konst består av porträtt, människoskildringar och stadsmotiv. Tufvesson är representerad vid bland annat Nationalmuseum och Västerås konstförenings galleri.